# Szeuadzskaré
Szeuadzskaré ókori egyiptomi fáraó volt, a XIII. dinasztia egyik uralkodója. Kim Ryholt és Darrell Baker szerint a dinasztia tizenegyedik királya volt, és rövid ideig uralkodott i. e. 1781 körül, Thomas Schneider, Detlef Franke és Jürgen von Beckerath szerint a dinasztia tizedik királya; Schneider szerint i. e. 1737 körül uralkodott.
Szeuadzskarénak korabeli említései nem maradtak fenn, neve egyedül a XIX. dinasztia idején összeállított torinói királylistáról ismert, amely a második átmeneti kor királyairól szóló legfontosabb dokumentum. Szeuadzskaré neve a hetedik oszlop 13. sorában szerepel a papiruszon. A királylista általában a felsorolt uralkodók uralkodásának teljes hosszát is megadja (hány év, hónap, nap), Szeuadzskarénél azonban a papirusz sérült, csak a szöveg vége maradt fenn, melyet Ryholt úgy olvasott, hogy 11-14 nap. A hiányzó szövegrész terjedelme alapján Ryholt minimum fél hónapnyi uralkodást feltételez. Mivel kortárs említése nem maradt fenn, valószínű, hogy igen rövid ideig volt trónon.
Szeuadzskaré nem tévesztendő össze két másik fáraóval, akik ugyanezt az uralkodói nevet viselték és szintén a második átmeneti korban, bár valamivel később uralkodtak. Szeuadzskaré Hori, más néven II. Hori a XIII. dinasztia vége felé, kb. i. e. 1669-től 1664-ig uralkodott, III. Szeuadzskaré pedig a XIV. dinasztia egyik uralkodója volt, aki szintén csak a torinói királylistáról ismert, és rövid ideig uralkodott kb. i. e. 1699 és 1694 közt.

## Fordítás
- Ez a szócikk részben vagy egészben  a   Sewadjkare című angol Wikipédia-szócikk ezen változatának fordításán alapul.  Az eredeti cikk szerkesztőit annak laptörténete sorolja fel. Ez a jelzés csupán a megfogalmazás eredetét és a szerzői jogokat jelzi, nem szolgál a cikkben szereplő információk forrásmegjelöléseként.